# Africans a Indonèsia

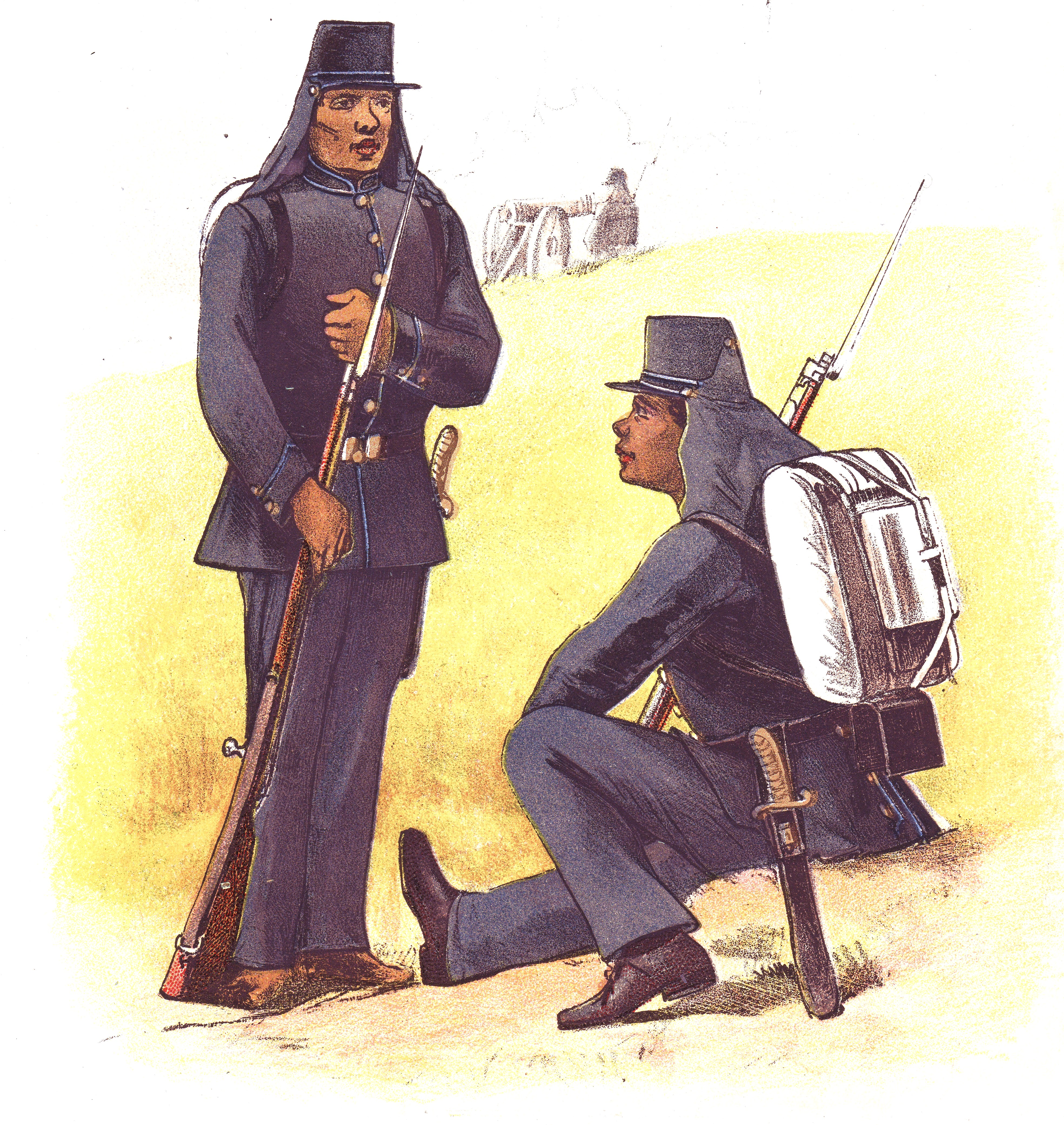
Un soldat nadiu (indonesi) (esquerre) i soldat africà (assegut) de l'exèrcit reial neerlandès de les Índies Orientals, 1885.

Els africans a Indonèsia són els afrodescendents que viuen o han viscut al llarg de la història a l'actual Indonèsia. A les illes de l'actual Indonèsia hi ha hagut presència de persones provinents del continent africà molt abans que els europeus la colonitzessin. Durant l'època colonial hi ha dos grups històrics d'origen africà, els mardijkers i els belanda hitam. A l'actualitat viuen a Indonèsia persones immigrades d'Àfrica.

## Història
Jiří Jákl afirma que ja hi havia africans negres a la Java pre-islàmica. Diu que els historiadors han trobat evidències que ja hi havien esclaus africans a Java abans de 1500. No es pot conèixer les seves pràctiques, creences i la seva identitat degut a les poques fonts. Tot i això, els africans van ser marginals i considerats com a "altres" tant a Java com a la Xina, malgrat que algun document suggereix que alguns es van integrar en les corts javaneses. Van servir en els cossos administratius i van gaudir d'una llibertat relativa a les zones rurals.

### Mardijkers

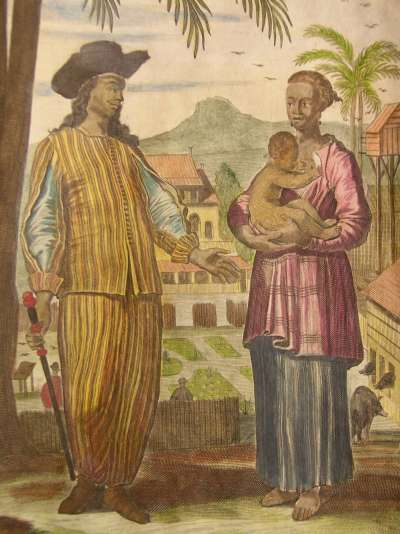
Un Mardijker i la seva muller, detall, Churchill 1704.

Els Mardijker fou un grup humà d'antics esclaus afrodescendents que van viure a Batavia (l'actual Jakarta) que s'havien emancipat. Vivien a gran part dels llocs comercials de les Índies orientals. La majoria eren cristians de territoris de l'Imperi Portuguès. Eren descendents d'africans subsaharians i de portuguesos. Parlaven el mardijker, una llengua patuès del portuguès que ha influït en la llengua indonèsia moderna. Els holandesos es referien a ells com els inlandse Christenen ("cristians indígenes").

### Belanda Hitam
Els Belanda Hitam (en indonesi significa "holandesos negres" i en Javanès es coneixen com a Landa (Walanda) Ireng) fou un grup humà d'Àfrica Occidental (sobretot Ashanti i d'altres pobles àkans) que foren reclutes de l'Exèrcit Reial Neerlandès de les Índies Oriental per a lluitar per l'imperi holandès a les Índies Orientals Neerlandeses.

## Els africans a la Indonèsia actual
A l'actualitat hi ha una minoria d'immigrants africans subsaharians a Indonèsia. Tot i que alguns expliquen que no han patit discriminació pel color de la seva pell, altres afirmen que si que n'han patit. Ryan Haughton, un immigrant afrocanadenc que treballa com empresari manifesta que ha detectat que el seu entorn indonesi ha tingut interès en els seus orígens i no ha patit discriminació ni racisme. Tot i això, afirma que la seva experiència no representa l'experiència generalitzada dels immigrants africans al país. Ell ha trobat africans que han patit racisme i discriminació pel color de la seva pell i pels seus orígens. Relata el cas d'un estudiant gambià a qui fins i tot van amenaçar de mort després d'haver entrat per la força a la seva habitació i haver-li robat objectes personals que hi tenia. Una altra estudiant africana a Jakarta afirma que els indonesis també són coloristes, com més fosca es té la pell, pitjor es tracta a una persona. Diu que a banda del colorisme, també hi ha estigmes i estereotips negatius envers el continent africà. Segons ella, això fa que els negres estatunidencs pateixin menys racisme que els negres africans.